# Peter Kast
Peter Kast, eigentlich Carl Preißner (* 1. August 1894 in Elberfeld; † 23. Mai 1959 in Ost-Berlin), war ein deutscher Schriftsteller und Journalist.

## Leben
Preißner, später dann Kast, war der Sohn eines sozialdemokratischen Küfers und Gewerkschaftsfunktionärs. Die Mutter stammte aus einer neunköpfigen Bergarbeiterfamilie aus dem Ruhrgebiet. Nach der Schulzeit absolvierte er eine Lehre in einer Bau- und Kunstschlosserei und arbeitete danach in verschiedenen Betrieben. 1912 trat er in den Freien Metallarbeiterverband ein, war aber selbst nicht aktiv. Im Januar 1913 meldete er sich als freiwillig zum technischen Dienst in der Kriegsmarine.
Er heiratete um 1921 die Kommunistin Cläre Mehlhase (1900–1991). Sie hatten einen Sohn. Die Ehe wurde in den 1920er Jahren geschieden. 1947 heiratete er die Schriftstellerin Helga Höffken (1904–1990).
Carl Preißner übersiedelte als Delegierter des Emder Arbeiter- und Soldatenrates 1918 nach Berlin. Er wurde Mitglied der Kommunistischen Partei Deutschlands und des Bundes proletarisch-revolutionärer Schriftsteller. In Berlin war er von 1928 bis 1932 Arbeiterkorrespondent für die KPD-Parteizeitung Die Rote Fahne. Um 1929 wirkt er dann unter dem Namen Peter Kast. Unbekannt sind die Gründe seines Namenswechsels. 1932 wurde er als verantwortlicher Redakteur der Roten Fahne zu drei Monaten Gefängnis verurteilt und in Berlin-Spandau inhaftiert.
Ende 1932 übersiedelte er nach Prag. Als er 1935 ausgewiesen wurde, ging er in die Sowjetunion und dann nach Frankreich. Von Juni 1937 bis Anfang 1939 war er in Spanien und nahm dort auf Seiten der Republik am Spanischen Bürgerkrieg teil. Er war für die Internationalen Brigaden bei der Basis in Albacete und im Kommissariat in Madrid eingesetzt. Als erfahrener Redakteur gehörte Kast zum „Verlags“-Stab der Interbrigaden und schrieb selbst über Spaniens Kampf für Zeitungen und Zeitschriften, unter anderem für Le Volontaire de la Liberté und die Deutsche Volkszeitung. Nach dem Ende des Spanischen Bürgerkrieges flüchtete er nach Frankreich und wurde dort interniert, zunächst im Lager St. Cyprien und später in Les Milles. Von dort gelang ihm die Flucht in die Schweiz, wo er erneut interniert wurde.

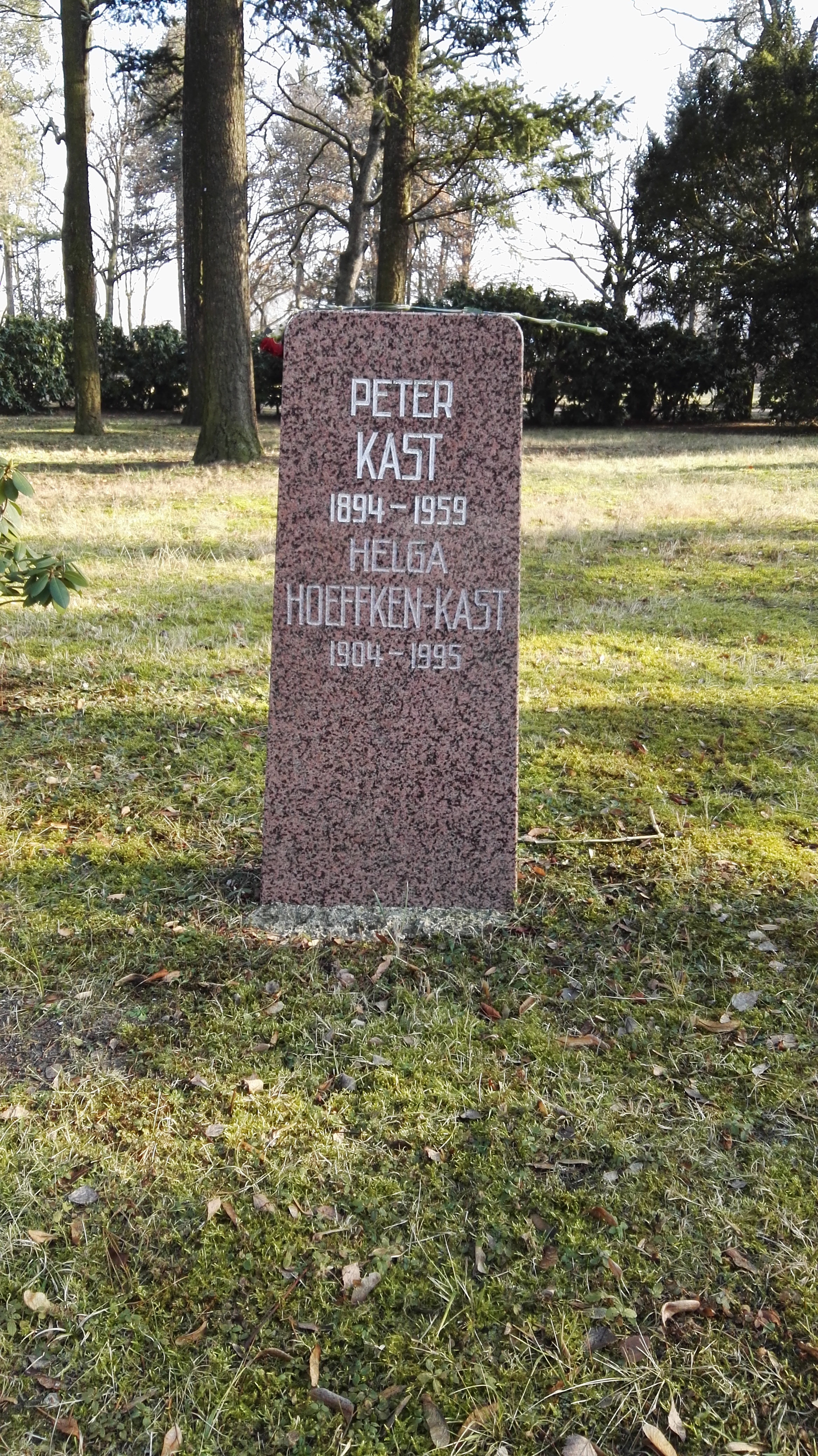
Grabstätte

1945 kehrte er nach Berlin zurück. Er war ab 1946 Redakteur bei der sozialdemokratischen Parteizeitung Vorwärts. Ab 1951 war er als freier Journalist in der DDR tätig und entfaltete eine rege schriftstellerische Tätigkeit mit Romanen, Erzählungen und Kinderbüchern. Seine Erzählung Die Nacht im Grenzwald wurde 1968 unter demselben Titel von der DEFA verfilmt. In Berlin-Adlershof wurde am 24. Juni 1960 nach ihm eine Straße benannt, die zuvor Radickestraße hieß und seit dem 1. Januar 1992 wieder so heißt.
Seine Urne wurde in der Grabanlage Pergolenweg des Berliner Zentralfriedhofs Friedrichsfelde beigesetzt.

## Werke
- Rassokraten (Satire)
- Der deutsche Kriegsflieger, erschien in mehreren Ausgaben der Le Volontaire de la Liberté
- Der Birnbaum, Moskau 1939
- Der Millionenschatz vom Müggelsee, Berlin 1951
- Die Nacht im Grenzwald, Berlin 1952
- Der Parteiauftrag, in: Weinert, E. (ausgewählt und eingeleitet): Die Fahne der Solidarität. Deutsche Schriftsteller in der Spanischen Freiheitsarmee 1936–1939, Berlin 1953, S. 463ff.
- Jagd auf der Autobahn, Berlin 1953
- Unternehmen Z...A..., Berlin 1953
- Die entscheidende Nacht, Berlin 1954
- Die Versprengten, Berlin 1955
- Der Admiral von Kiel, Berlin 1959
- Das Geschenk, Berlin 1954
- Zwanzig Gewehre, Berlin 1960
- Erlebnisse auf weiter Fahrt, Aus dem Nachlass, Berlin 1963